# Thomas Stafford (dyplomata)
Thomas Stafford - dyplomata żyjący w XVI wieku.
Zygmunt August, król Polski wysłał tego poddanego angielskiego w 1553 roku jako polskiego posła do królowej Anglii Marii Tudor.